# Bábik Tibor
Bábik Tibor (Zebegény, 1973. november 12. –) magyar labdarúgó.

## Pályafutása
Pályafutását 1992-ben Vácon kezdte.
Pályafutása során minden mezőnyjátékosi poszton megfordult.